# Neuemoor

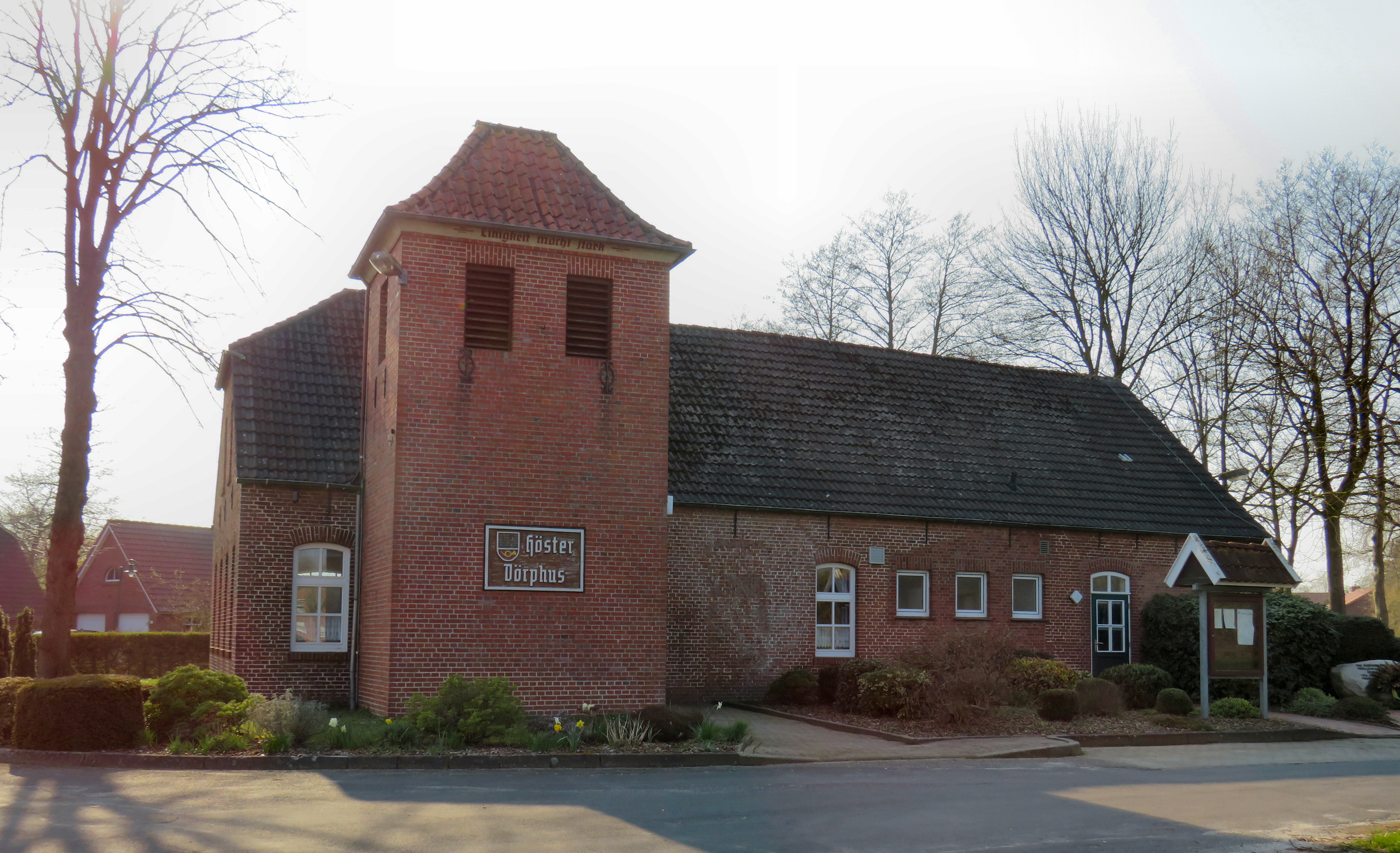
Neuemoor Alte Schule (Höster Dörphus)

Neuemoor ist ein Ortsteil der Gemeinde Hesel im Landkreis Leer in Ostfriesland. Er liegt etwa vier Kilometer östlich des Kernortes inmitten eines Pseudogley-Podsol-Gebietes auf  einer Höhe von etwa 5 m ü. NN. Das Dorf hat etwa 300 Einwohner.
Neuemoor ist eine Reihensiedlung, die aus einer 1764 gegründeten Moorkolonie hervorging. Diese wird erstmals im Jahre 1774 als das sogenannte neue Mohr urkundlich genannt. Die heutige Schreibweise ist seit 1818 geläufig. Neuemoor ist stark landwirtschaftlich geprägt. Ein Schub für die Einwohnerentwicklung setzte nach dem Ende des Zweiten Weltkrieges ein. 1946 waren von den 311 Einwohnern 58 Personen Flüchtlinge. Diese verließen die Kolonie jedoch größtenteils wieder, so dass sie im Jahre 1950 mit 27 Personen nur noch 9,2 Prozent der 292 Einwohner stellten.
Am 1. Januar 1973 wurde Neuemoor in die Gemeinde Hesel eingegliedert.